# Halictus acrocephalus
Halictus acrocephalus är en biart som beskrevs av Blüthgen 1926. Halictus acrocephalus ingår i släktet bandbin, och familjen vägbin. Inga underarter finns listade i Catalogue of Life.